# 韩洙
韩洙（？—928年），唐朝灵州人（今宁夏回族自治区吴忠利通区）。是五代十国初期朔方节度使韩逊的儿子。后梁乾化四年（914年）五月，韩逊去世，韩洙继立为留后，梁末帝朱友贞以韩洙为灵武节度使、特进、检校太傅、同平章事、开府仪同三司。后唐建立后，又以韩洙兼河西节度使。天成三年（928年），韩洙去世，韩洙子韩璞为朔方军留后，唐明宗李嗣源以韩璞为朔方军节度使。